# 키셀

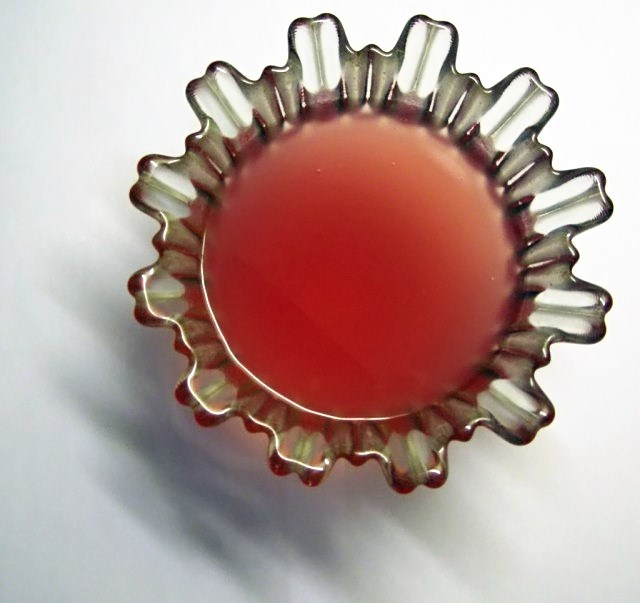
에스토니아의 레드커런트 키셀

키셀(Kissel, kisel)은 두꺼운 젤이 일관적인 간단한 요리이다. 차갑게 굳힌 디저트 그룹에 속하지만 따뜻하게 제공될 수 있다. 키셀이 덜 두껍게 만들어지면 마실 수 있다. 이것은 폴란드, 벨로루시, 러시아와 우크라이나에서 일반적이다.

## 문화적 참조
러시아 동화에서 경이로운 땅(Cockaigne과 유사)은 "우유강(milk river)과 키셀 강둑(kissel bank)"의 땅으로 묘사된다. 이 표현은 번영하는 삶 또는 "지상 낙원"을 의미하는 러시아어 관용구가 되었다.
러시아와 폴란드에서 흔히 사용되는 또 다른 표현인 "키셀 다음으로 일곱 번째 물"(폴란드어: siódma woda po kisielu)은 먼 친척을 묘사하는 데 사용된다.

## 같이 보기
- 행인두부
- 콩포트
- 콤포트